# Quận Campbell, Kentucky
Quận Campbell là một quận thuộc tiểu bang Kentucky, Hoa Kỳ.
Quận này được đặt tên theo. Theo điều tra dân số của Cục điều tra dân số Hoa Kỳ năm 2000, quận có dân số người. Quận lỵ đóng ở.

## Địa lý
Theo Cục điều tra dân số Hoa Kỳ, quận có diện tích km2, trong đó có km2 là diện tích mặt nước.

## Thông tin nhân khẩu
Theo điều tra dân số 2 năm 2000 của Cục điều tra dân số Hoa Kỳ, quận đã có dân số có 88.616 người, 34.742 hộ gia đình, và 23.103 gia đình sống trong quận hạt. Mật độ dân số là 585 trên một dặm vuông (226 / km2). Có 36.898 đơn vị nhà ở với mật độ trung bình là 244 trên một dặm vuông (94 / km2). Cơ cấu chủng tộc của dân cư sinh sống trong quận này bao gồm 96,64% người da trắng, 1,57% da đen hay Mỹ gốc Phi, 0,17% người Mỹ bản xứ, 0,54% châu Á, Thái Bình Dương 0,01%, 0,31% từ các chủng tộc khác, và 0,76% từ hai hoặc nhiều chủng tộc. 0,86% dân số gốc Tây Ban Nha hay châu Mỹ La Tinh thuộc bất kỳ chủng tộc nào. Con số này đã giảm xuống còn khoảng 0,2% trên cơ sở kiểm tra năm 2006 Ước tính của Cục Điều tra Dân số Hoa Kỳ.
Có 34.742 hộ, trong đó 32,50% có trẻ em dưới 18 tuổi sống chung với họ, 50,30% là đôi vợ chồng sống với nhau, 12,30% có nữ hộ và không có chồng, và 33,50% là không lập gia đình. 28,60% hộ gia đình đã được tạo ra từ các cá nhân và 9,90% có người sống một mình 65 tuổi hoặc lớn tuổi hơn. Cỡ hộ trung bình là 2,49 và cỡ gia đình trung bình là 3.09.
Sự phân bố tuổi là 25,60% dưới 18 tuổi, 9,80% 18-24, 30,60% 25-44, 21,30% từ 45 đến 64, và 12,60% người 65 tuổi trở lên. Độ tuổi trung bình là 35 năm. Đối với mỗi 100 nữ có 93,20 nam giới. Đối với mỗi 100 nữ 18 tuổi trở lên, đã có 89,10 nam giới.
Thu nhập trung bình cho một hộ gia đình trong quận đã đạt mức USD 41.903, và thu nhập trung bình cho một gia đình là USD 51.481. Phái nam có thu nhập trung bình USD 37.931 so với 27.646 USD của phái nữ. Thu nhập bình quân đầu người của dân cư quận là 20.637 USD. Có 7,30% gia đình và 9,30% dân số sống dưới mức nghèo khổ, bao gồm 12,20% những người dưới 18 tuổi và 7,90% của những người 65 tuổi hoặc hơn.